# 三星Galaxy Tab 7.7
Samsung Galaxy tab 7.7是韓國三星電子在2011年底推出的平板電腦。

## 規格[3]
- 螢幕：7.7"Super AMOLED Plus 1280x800（全球第一部使用Super AMOLED Plus的平板電腦）
- 處理器：Samsung Exynos 4210 1.4GHz 雙核心
- 相機：（前）200萬畫素；（後）300萬畫素；支援錄製720p影片、播放1080p影片
- 重量：340 公克（以實物為準）
- 厚度：0.789 公分
- 系統：Android Honeycomb 3.2（可以升級至Android 4.0.4）
- 支援軟體：Samsung Social Hub、Samsung Apps、Samsung Kies、Kies Air、Google Maps
- 産地：韓國

## 外部連結
- 官方网站